# Quận Catawba, North Carolina
Quận Catawba là một quận nằm ở tiểu bang Bắc Carolina.  Tại thời điểm năm 2000, quận có dân số 141,685 người. Quận lỵ đóng ở Newton6 và thành phố lớn nhất là Hickory.

## Địa lý
Theo Cục điều tra dân số Hoa Kỳ, quận có tổng diện tích 414 dặm Anh vuông (1.071 km²), trong đó, 400 dặm Anh vuông (1.036 km²) là diện tích đất và 14 dặm Anh vuông (35 km²) trong tổng diện tích (3,27%) là diện tích mặt nước.

### Các thị trấn
Quận được chia thành 11 xã: Maiden, Bandy's, Caldwell, Catawba, Clines, Hickory, Jacobs Fork, Mountain View, Newton, Claremont, và Longview.

### Các quận giáp ranh
- Quận Alexander, Bắc Carolina - Bắc
- Quận Iredell, Bắc Carolina - Đông
- Quận Lincoln, Bắc Carolina - Nam
- Quận Burke, Bắc Carolina - Tây
- Quận Caldwell, Bắc Carolina - Tây bắc
- Quận Mecklenburg, Bắc Carolina - Đông nam

## Thông tin nhân khẩu
Theo cuộc điều tra dân số2 tiến hành năm 2000, quận này có dân số 141.685 người, 55.533 hộ, và 39.095 gia đình sinh sống trong quận này. Mật độ dân số là 354 người trên mỗi dặm Anh vuông (137/km²). Đã có 59.919 đơn vị nhà ở với một mật độ bình quân là 150 trên mỗi dặm Anh vuông (58/km²).  Cơ cấu chủng tộc của dân cư sinh sống tại quận này gồm 84,99% người da trắng, 8,37% người da đen hoặc người Mỹ gốc Phi, 0,26% người thổ dân châu Mỹ, 2,93% người gốc châu Á, 0,05% người các đảo Thái Bình Dương, 2,26% từ các chủng tộc khác, và 1,14% từ hai hay nhiều chủng tộc.  5,57% dân số là người Hispanic hoặc người Latin thuộc bất cứ chủng tộc nào.
Có 55.533 hộ trong đó có 31,50% có con cái dưới tuổi 18 sống chung với họ, 55,10% là những cặp kết hôn sinh sống với nhau, 10,90% có một chủ hộ là nữ không có chồng sống cùng, và 29,60% là không gia đình. 24,60% trong tất cả các hộ gồm các cá nhân và 9,10% có người sinh sống một mình và có độ tuổi 65 tuổi hay già hơn.  Quy mô trung bình của hộ là 2,51 còn quy mô trung bình của gia đình là 2,98,
Phân bố độ tuổi của cư dân sinh sống trong huyện là 24,30% dưới độ tuổi 18, 8,80% từ 18 đến 24, 31,10% từ 25 đến 44, 23,50% từ 45 đến 64, và 12,30% người có độ tuổi 65 tuổi hay già hơn.  Độ tuổi trung bình là 36 tuổi. Cứ mỗi 100 nữ giới thì có 97,30 nam giới. Cứ mỗi 100 nữ giới có độ tuổi 18 và lớn hơn thì, có 94,70 nam giới.
Thu nhập bình quân của một hộ ở quận này là $40.536, và thu nhập bình quân của một gia đình ở quận này là $47.474, Nam giới có thu nhập bình quân $30.822 so với mức thu nhập $23.352 đối với nữ giới. Thu nhập bình quân đầu người của quận là $20.358, Khoảng 6,50% gia đình và 9,10% dân số sống dưới ngưỡng nghèo, bao gồm 12,50% những người có độ tuổi 18 và 9,70% là những người 65 tuổi hoặc già hơn.